# 反伽瑪函數
反伽瑪函數{\displaystyle \Gamma ^{-1}(x)}（反Γ函數，Inverse gamma function）是伽瑪函數（Γ函數）的反函數。
換句話說，如果反Γ函數以{\textstyle \Gamma ^{-1}(x)=y}的形式表示，則其滿足{\textstyle \Gamma (y)=x}。
例如24的反伽瑪函數值為5，{\displaystyle \Gamma ^{-1}(24)=5}，因為5代到伽瑪函數為24。
一般而言，反伽瑪函數是指定義域在實數區間{\displaystyle \left[\beta ,+\infty \right)}上且圖形在實數區間{\displaystyle \left[\alpha ,+\infty \right)}上的主分支，其中{\displaystyle \beta =0.8856031\ldots }是伽瑪函數在正實軸上的最小值、{\displaystyle \alpha =\Gamma ^{-1}(\beta )=1.4616321\ldots }是能使{\displaystyle \Gamma (x)}最小的{\displaystyle x}值。
反伽瑪函數可以透過伽瑪函數和階乘的關係來定義反階乘，即階乘的反函數。
限制在{\displaystyle \left[\alpha ,+\infty \right)}區間的反伽瑪函數稱為伽瑪函數的主逆函數（principal inverse function），可以表示為{\displaystyle \Gamma ^{-1}(x)}。
在不同分支上的伽瑪函數也可以定義出反伽瑪函數，在第n個分支上的反伽瑪函數可以表示為{\displaystyle \Gamma _{n}^{-1}(z)}。

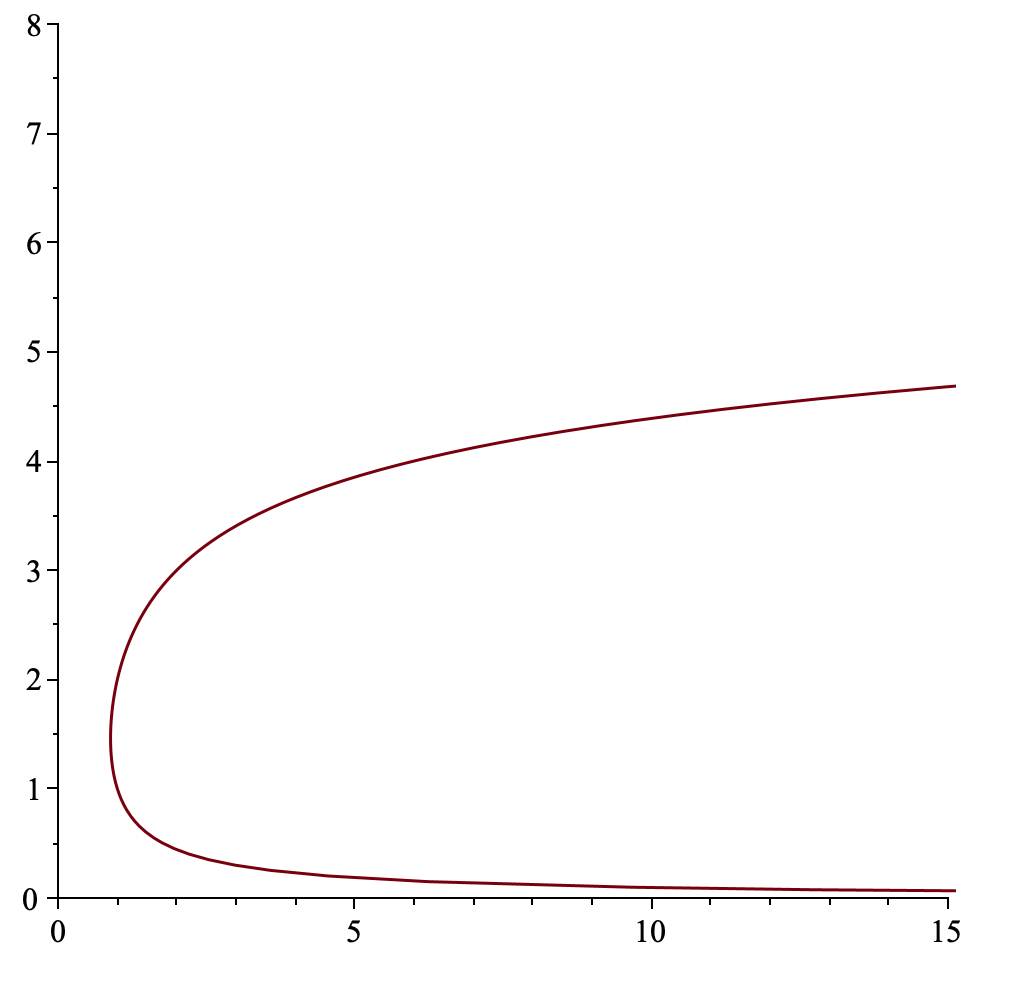
直接將伽瑪函數取反函數將成為多值函數，因此通常會將反伽瑪函數限制在特定區間上的反函數

## 定義
由於反伽瑪函數是伽瑪函數的反函數，因此最簡單的情況下可以表示為：
{\displaystyle \Gamma (\Gamma ^{-1}(x))=x}
更進一步的，反伽瑪函數可以用如下積分表達式來定義：
{\displaystyle \Gamma ^{-1}(x)=a+bx+\int _{-\infty }^{\Gamma (\alpha )}\left({\frac {1}{x-t}}-{\frac {t}{t^{2}-1}}\right)d\mu (t)}
其中{\displaystyle \int _{-\infty }^{\Gamma \left(\alpha \right)}\left({\frac {1}{t^{2}+1}}\right)d\mu (t)<\infty }、a和b為滿足{\displaystyle b\geqq 0}的實數、{\displaystyle \mu (t)}為博雷尔测度。

## 近似值

不同分支的反伽瑪函數

反伽瑪函數的分支可以透過先計算{\displaystyle \Gamma ^{-1}(x)}在分支點{\displaystyle \alpha }附近的泰勒級數，接著截斷級數並求其反函數來得到更好的近似值。
例如，可以寫出關於反伽瑪函數的二次近似；
{\displaystyle \Gamma ^{-1}\left(x\right)\approx \alpha +{\sqrt {\frac {2\left(x-\Gamma \left(\alpha \right)\right)}{\Psi \left(1,\ \alpha \right)\Gamma \left(\alpha \right)}}}.}
反伽瑪函數也有如下的渐近分析形式：
{\displaystyle \Gamma ^{-1}(x)\sim {\frac {1}{2}}+{\frac {\ln \left({\frac {x}{\sqrt {2\pi }}}\right)}{W_{0}\left(e^{-1}\ln \left({\frac {x}{\sqrt {2\pi }}}\right)\right)}}}
其中{\displaystyle W_{0}(x)}是朗伯W函数。這個公式是利用史特靈公式求逆得到的，因此也可以展開為漸近級數。

### 級數展開
要計算反伽瑪函數的級數展開可以先計算倒數伽瑪函數{\displaystyle {\frac {1}{\Gamma (x)}}}在負整數極點附近的級數展開，然後再求級數的逆。
令{\displaystyle z={\frac {1}{x}}}可以得到第{\displaystyle n}個分支的反伽瑪函數{\displaystyle \Gamma _{n}^{-1}(z)}，其中{\displaystyle n\geq 0}。
{\displaystyle \Gamma _{n}^{-1}(z)=-n+{\frac {\left(-1\right)^{n}}{n!z}}+{\frac {\psi ^{(0)}\left(n+1\right)}{\left(n!z\right)^{2}}}+{\frac {\left(-1\right)^{n}\left(\pi ^{2}+9\psi ^{(0)}\left(n+1\right)^{2}-3\psi ^{(1)}\left(n+1\right)\right)}{6\left(n!z\right)^{3}}}+O\left({\frac {1}{z^{4}}}\right)}
其中，{\displaystyle \psi ^{(n)}(x)}是多伽玛函数。

## 反階乘

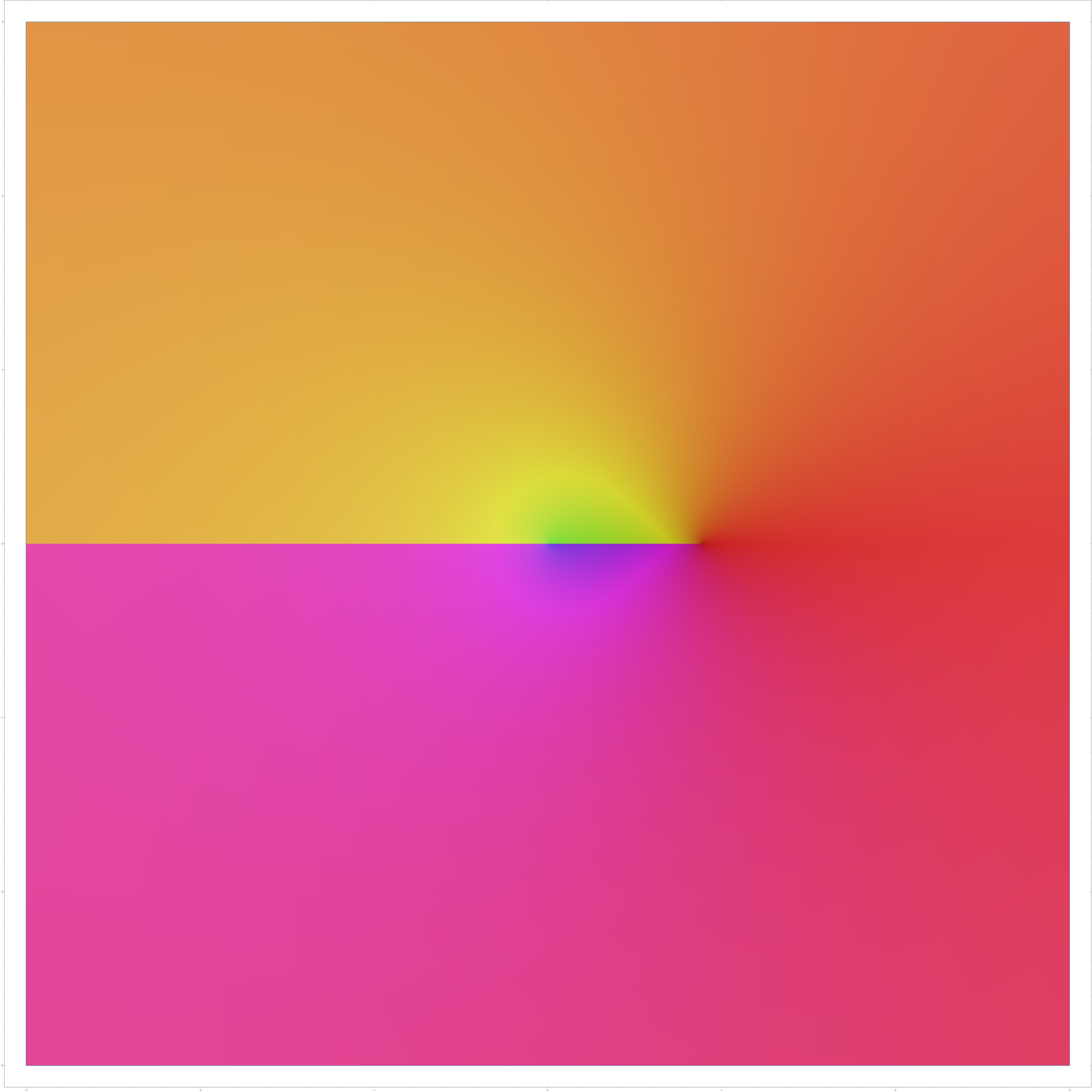
反階乘的複變函數圖形

反階乘是階乘的反函數，有時記為Factorial-1或ArcFactorial，其函數值可以透過反伽瑪函數或解伽瑪函數方程來得到。
例如120的反階乘為5，因為{\displaystyle 5!=120}。
目前反階乘的數學表達方式學界尚無共識。
| {\displaystyle n}                         | {\displaystyle n}的反階乘                      |
| ----------------------------------------- | ---------------------------------------------- |
| -1                                        | 2.39393017729 + 2.66169895945{\displaystyle i} |
| 0                                         | 不存在                                         |
| {\displaystyle {\frac {1}{2}}}            | 0.28307261544 + 1.09787390370{\displaystyle i} |
| {\displaystyle {\frac {\sqrt {\pi }}{2}}} | {\displaystyle {\frac {1}{2}}}                 |
| 1                                         | 1                                              |
| 2                                         | 2                                              |
| 3                                         | 2.4058699863                                   |
| 4                                         | 2.6640327972                                   |
| 5                                         | 2.8523554580                                   |
| 6                                         | 3                                              |
| 24                                        | 4                                              |

反伽瑪函數與反階乘的關係為：
{\displaystyle \Gamma ^{-1}(n)=\mathrm {ArcFactorial} (z)+1}
這是由於：
{\displaystyle z!=\Gamma (z+1)}
反階乘可以定義為：
{\displaystyle (\mathrm {ArcFactorial} (z))!=z}
條件是{\displaystyle \mathrm {ArcFactorial} (z)}在復平面上是全純的，並且沿著實軸的一部分進行切割，從正參數階乘的最小值開始，延伸到{\displaystyle -\infty }。
在分支點{\displaystyle z=\mu _{0}}附近的反階乘可以展開為；
{\displaystyle \mathrm {ArcFactorial} (z)=\nu _{0}+\sum _{n=1}^{N-1}d_{n}\cdot {\Big (}\log(z/\mu _{0}){\Big )}^{n/2}}
由於階乘與伽瑪函數之間的關聯，反階乘也可以透過反伽瑪函數近似公式來估計：
{\displaystyle \mathrm {ArcFactorial} \left(z\right)\approx -1+\alpha +{\sqrt {\frac {2\left(x-\Gamma \left(\alpha \right)\right)}{\Psi \left(1,\ \alpha \right)\Gamma \left(\alpha \right)}}}.}
因此，反階乘也可以寫成如下的渐近分析形式：
{\displaystyle \mathrm {ArcFactorial} \left(x\right)\sim {\frac {\ln \left({\frac {x}{\sqrt {2\pi }}}\right)}{W_{0}\left(e^{-1}\ln \left({\frac {x}{\sqrt {2\pi }}}\right)\right)}}-{\frac {1}{2}}}
其中{\displaystyle W_{0}(x)}是朗伯W函数。